# Böttcherstraße 35 (Stralsund)
Das Gebäude mit der postalischen Adresse Böttcherstraße 35 ist ein denkmalgeschütztes Bauwerk in der Böttcherstraße in Stralsund.

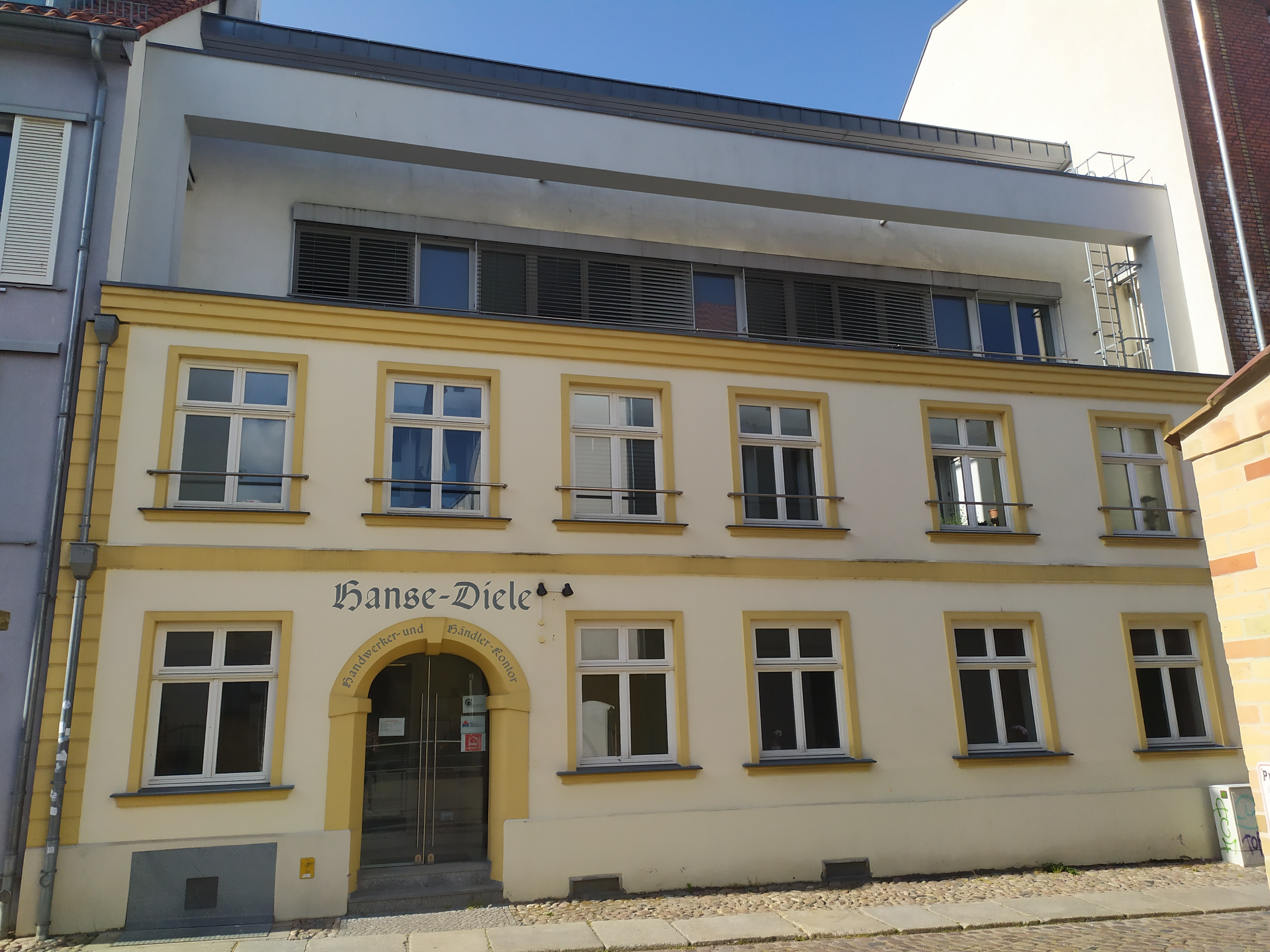
Das Haus Böttcherstraße 35 in Stralsund (2023)

Der Putzbau wurde in der Mitte des 18. Jahrhunderts als zweigeschossiges und sechsachsiges, traufständige Haus errichtet. Anfang des 21. Jahrhunderts wurde ein Geschoss aufgesetzt.
Ein Gesimsband trennt die Geschosse optisch. In der zweiten Achse ist das korbbogige Portal angeordnet.
Das Haus liegt im Kerngebiet des von der UNESCO als Weltkulturerbe anerkannten Stadtgebietes des Kulturgutes „Historische Altstädte Stralsund und Wismar“. In die Liste der Baudenkmale in Stralsund ist es mit der Nr. 123 eingetragen.